# Дубіче
Дубіче (пол. Dubicze) — село в Польщі, у гміні Стара Корниця Лосицького повіту Мазовецького воєводства. Населення — 146 осіб (2011).

## Історія
За даними етнографічної експедиції 1869—1870 років під керівництвом Павла Чубинського, у селі переважно проживали греко-католики, які розмовляли українською мовою.
У 1975—1998 роках село належало до Білопідляського воєводства.

## Демографія
Демографічна структура станом на 31 березня 2011 року:
|          | Загалом | Допрацездатний вік | Працездатний вік | Постпрацездатний вік |
| -------- | ------- | ------------------ | ---------------- | -------------------- |
| Чоловіки | 80      | 22                 | 52               | 6                    |
| Жінки    | 66      | 17                 | 31               | 18                   |
| Разом    | 146     | 39                 | 83               | 24                   |